# 上海长途客运虹桥站

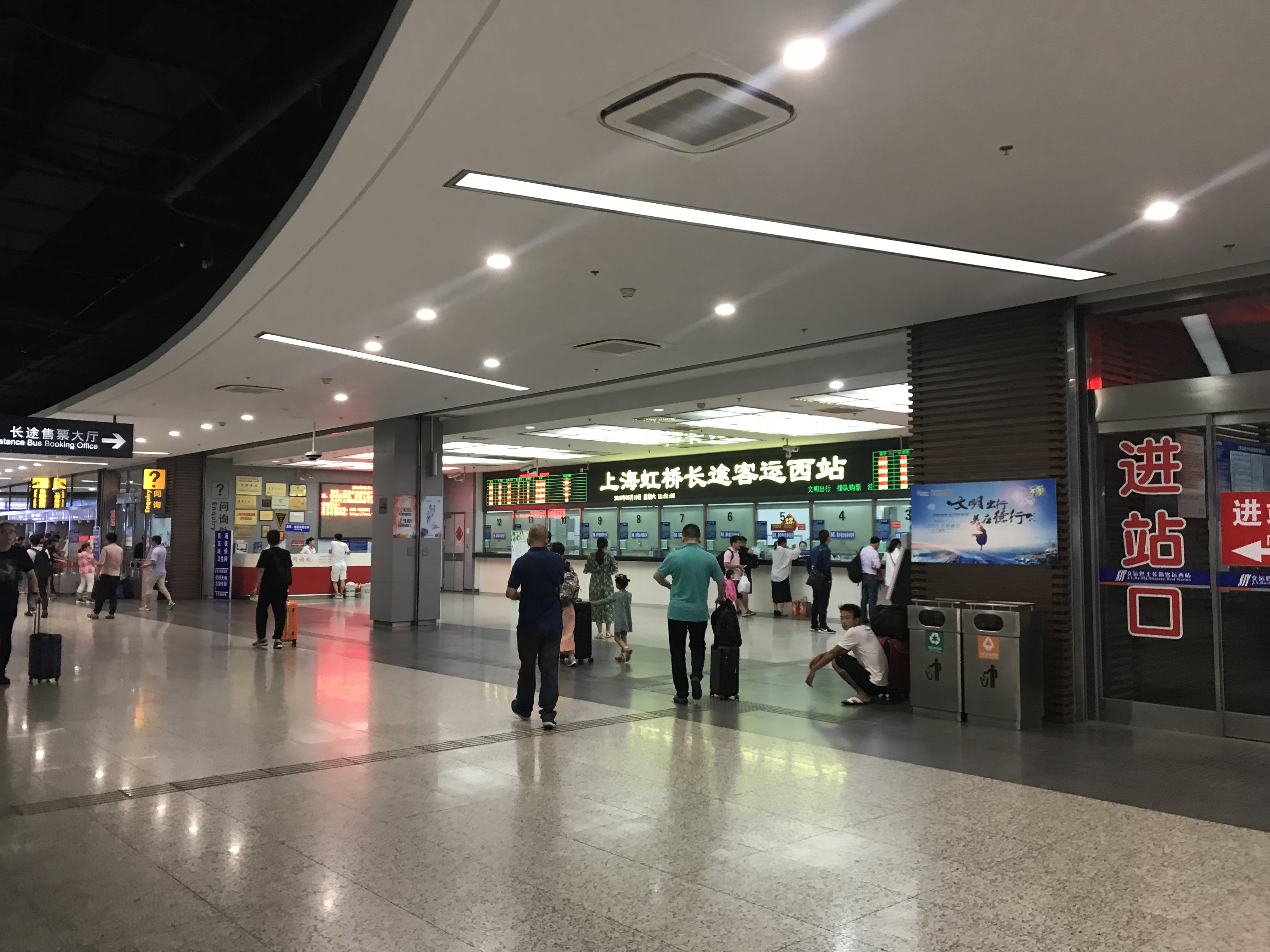
上海虹桥长途客运西站

上海长途客运虹桥站，又称上海长途汽车西站，位于上海市申虹路298号，虹桥交通枢纽西侧，为一级长途客运站，于2010年7月1日起正式启用。该汽车站设计日客流量达2万人。
虹桥汽车站距离上海虹桥高铁站仅50米，并有轨道交通2号线、轨道交通10号线经过。

## 运营线路
该汽车站以短途路线为主，也有发往武汉、郑州、西安、重庆等地的长途路线。